# Jacoba van Heemskerck
Jacoba van Heemskerck (Jacoba Berendina van Heemskerck van Beest)  (Hága, 1876. január 4. – Domburg, 1923. március 8.) holland expresszionista festőművész, grafikus és üvegfestő.

## Életpályája
Nemesi családban született. Tengerésztiszt édesapja szabadidejében festett, és gyermekeit is rajzolásra ösztönözte. Jacoba két évig tanult J. H. Ph. Wortmannál, majd néhány évig a tájképfestő W. Hamelnél képezte magát. 1897 és 1901 között Hágában a Királyi Képzőművészeti Akadémián folytatta tanulmányait, ahol Ferdinand Hart Nibbrig tanítványa volt. 1904-ben hat hónapot töltött Párizsban Eugène Carrière műtermében, és ott került kapcsolatba a modern művészettel.
1905-től élete végéig közeli barátságban élt Marie Tak van Poortvliet műgyűjtővel, aki a mecénása lett és domburgi házában műtermet rendezett be számára. 1908-tól a nyarakat Domburgban töltötte, ahol találkozott Jan Tooroppal, Piet Mondriannal  és Lodewijk Schelfhouttal. Ezekben az években tájképeket is festett luminista stílusban, és grafikákat készített.
1910-től kiállításokon vett részt Amszterdamban, Brüsszelben, részt vett a Függetlenek Szalonján Párizsban. 1911 körül rövid időre a kubizmus hatása alá került, munkáit szinte futuristának tekintették.
Az antropozófus Rudolf Steiner nagy hatást gyakorolt Jacobára és barátnőjére. Herwarth Walden 1913-ban meghívta az első német szalonba Berlinbe. Der Blaue Reiter, Vaszilij Vasziljevics Kandinszkij és Franz Marc munkáinak hatására a német expresszionizmus vonzásába került. Levelezett Waldennel, aki felajánlotta, hogy vegyen részt a Der Sturm folyóirat szerkesztésében is. 1914-től üvegfestéssel is foglalkozott.
1923-ban angina pectoris okozta halálát.

## Galéria

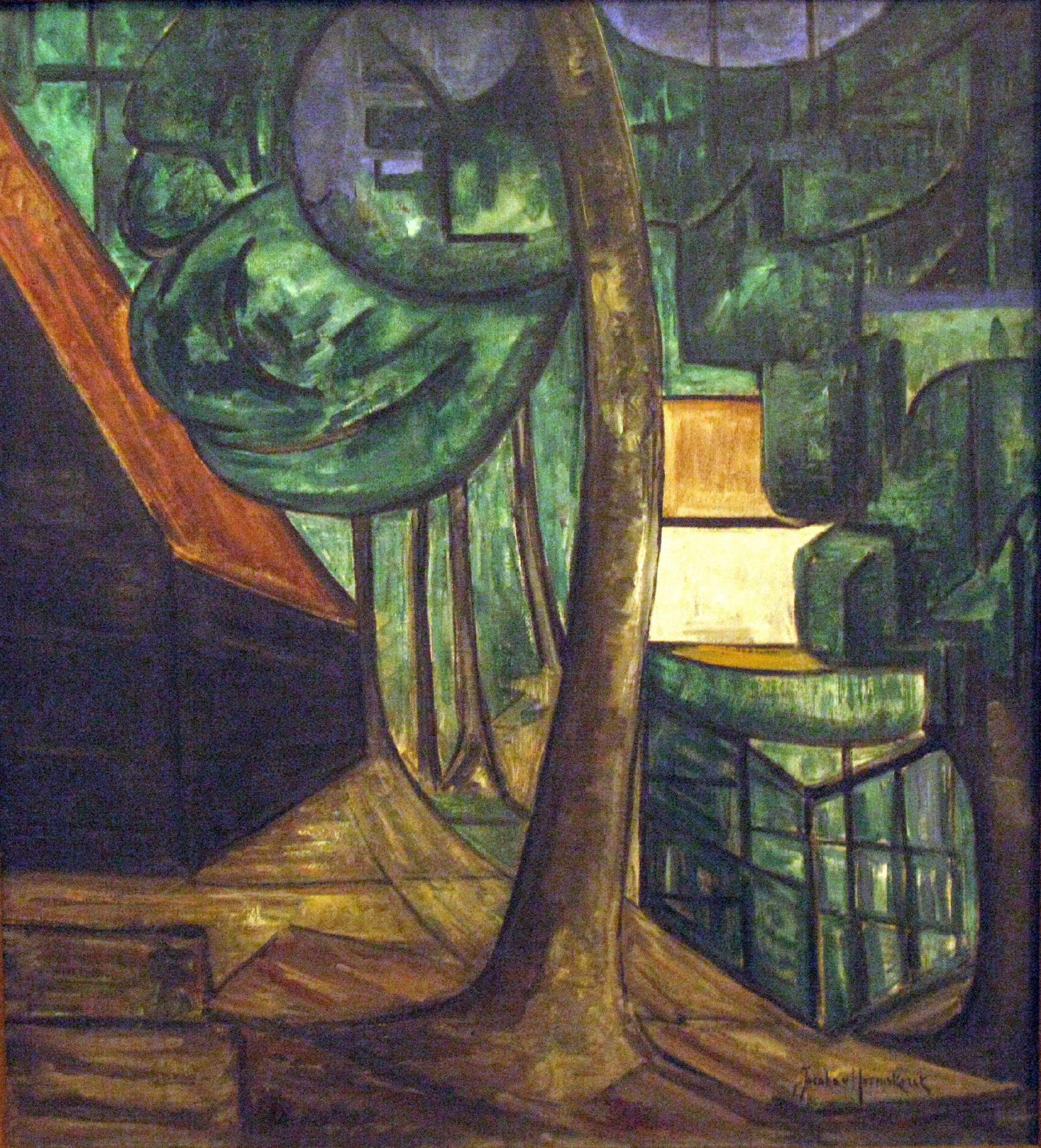
Tájkép (1913)
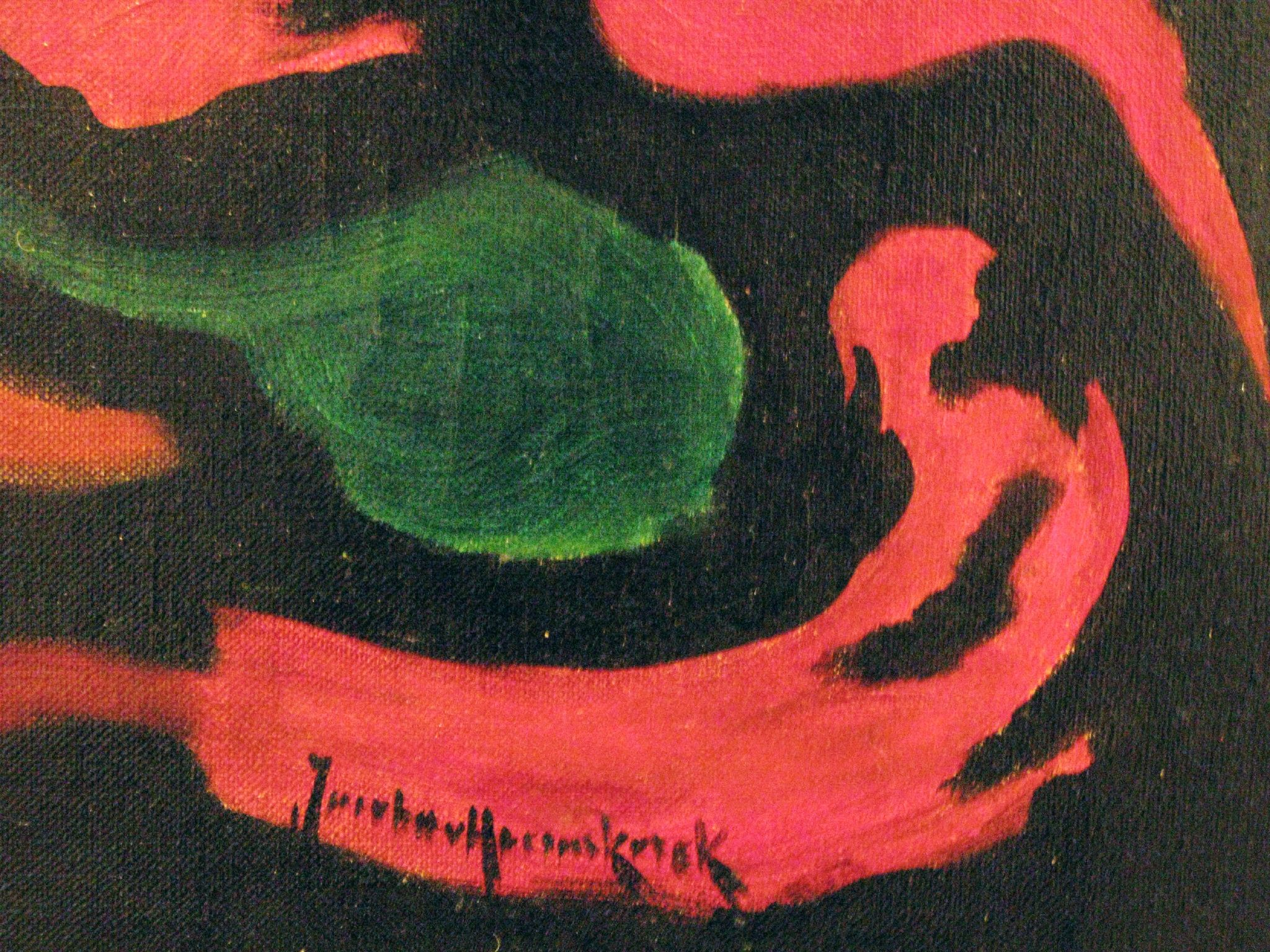
Festmény részlete a művész aláírásával
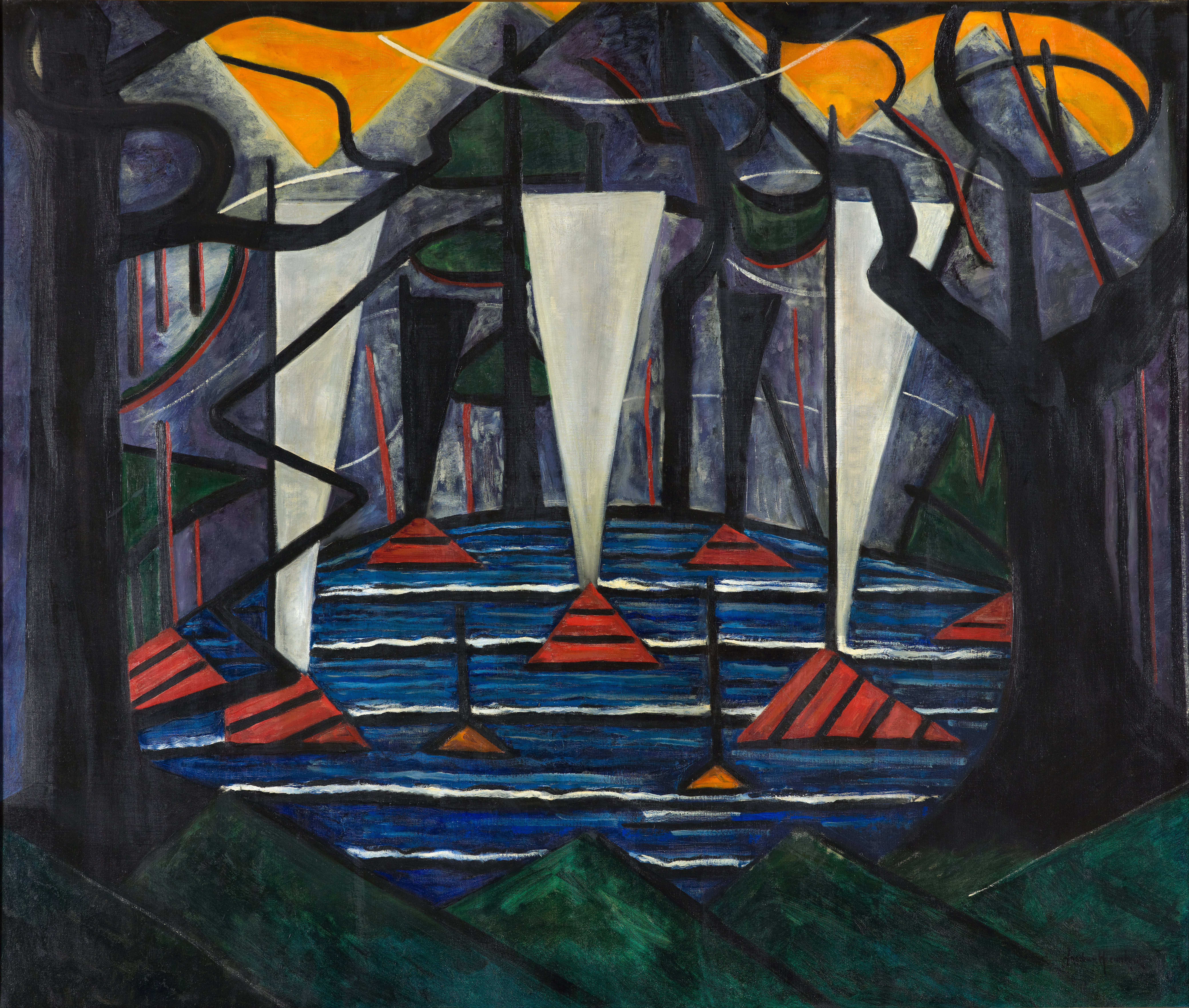
Composition n° 23 (1915)
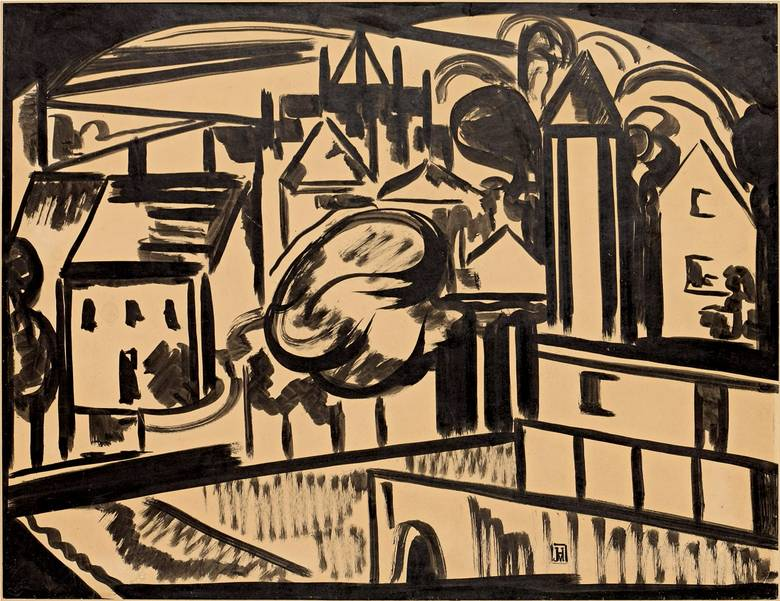
Városkép (tusrajz)
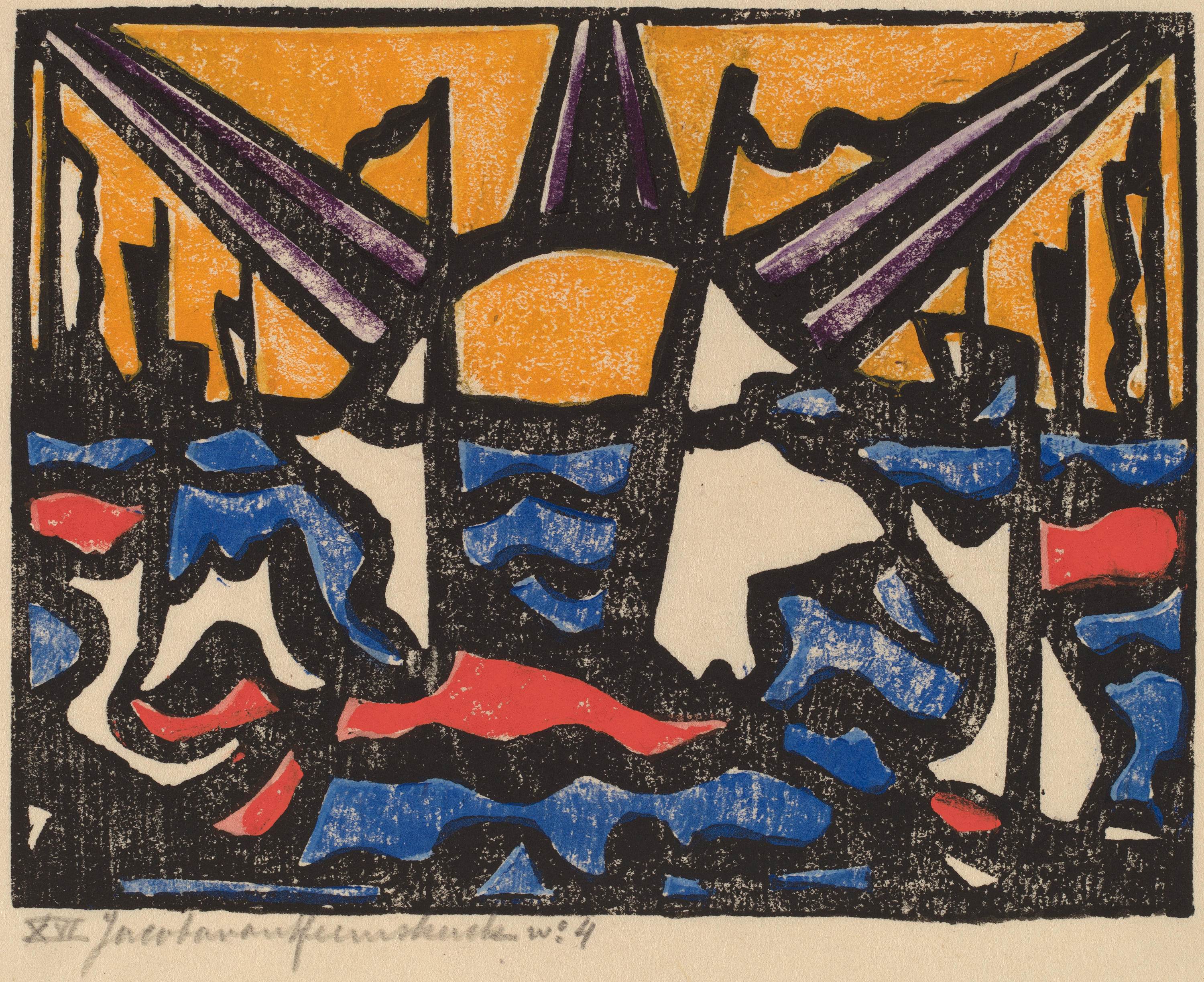
Napsütötte táj
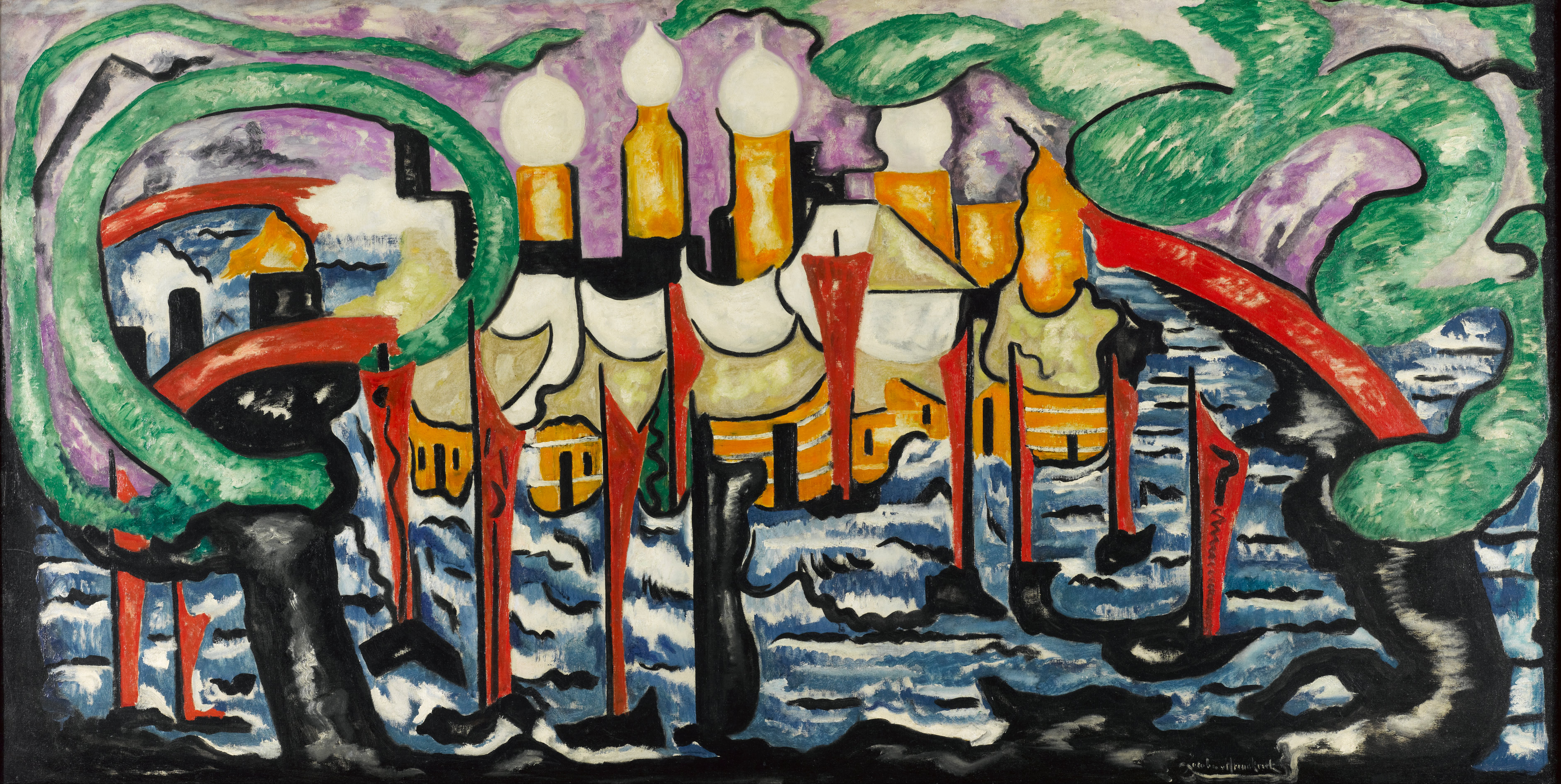
Composition n° 62 (1917)